# Gorgonidia
Genre
Gorgonidia est un genre de lépidoptères (papillons) américains de la famille des Erebidae et de la sous-famille des Arctiinae.

## Systématique
Le genre  Gorgonidia  a été décrit pat l'entomologiste américain Harrison Gray Dyar en 1898,.
L'espèce type pour le genre est Zatrephes garleppi Druce, 1898.

## Liste des espèces
Selon FUNET Tree of Life (1 novembre 2020) :
- Gorgonidia garleppi (Druce, 1898)
- Gorgonidia inversa (Rothschild, 1909)
- Gorgonidia pallidipennis (Rothschild, 1910)
- Gorgonidia maronensis (Rothschild, 1917)
- Gorgonidia buckleyi (Druce, 1883)
- Gorgonidia whitfordi (Rothschild, 1909)
- Gorgonidia harterti (Rothschild, 1909)
- Gorgonidia helenae Vincent, 2012
- Gorgonidia vulcania Toulgoët, 1987
- Gorgonidia cubotaensis (Reich, 1938)